# Edificio Garza Lozano

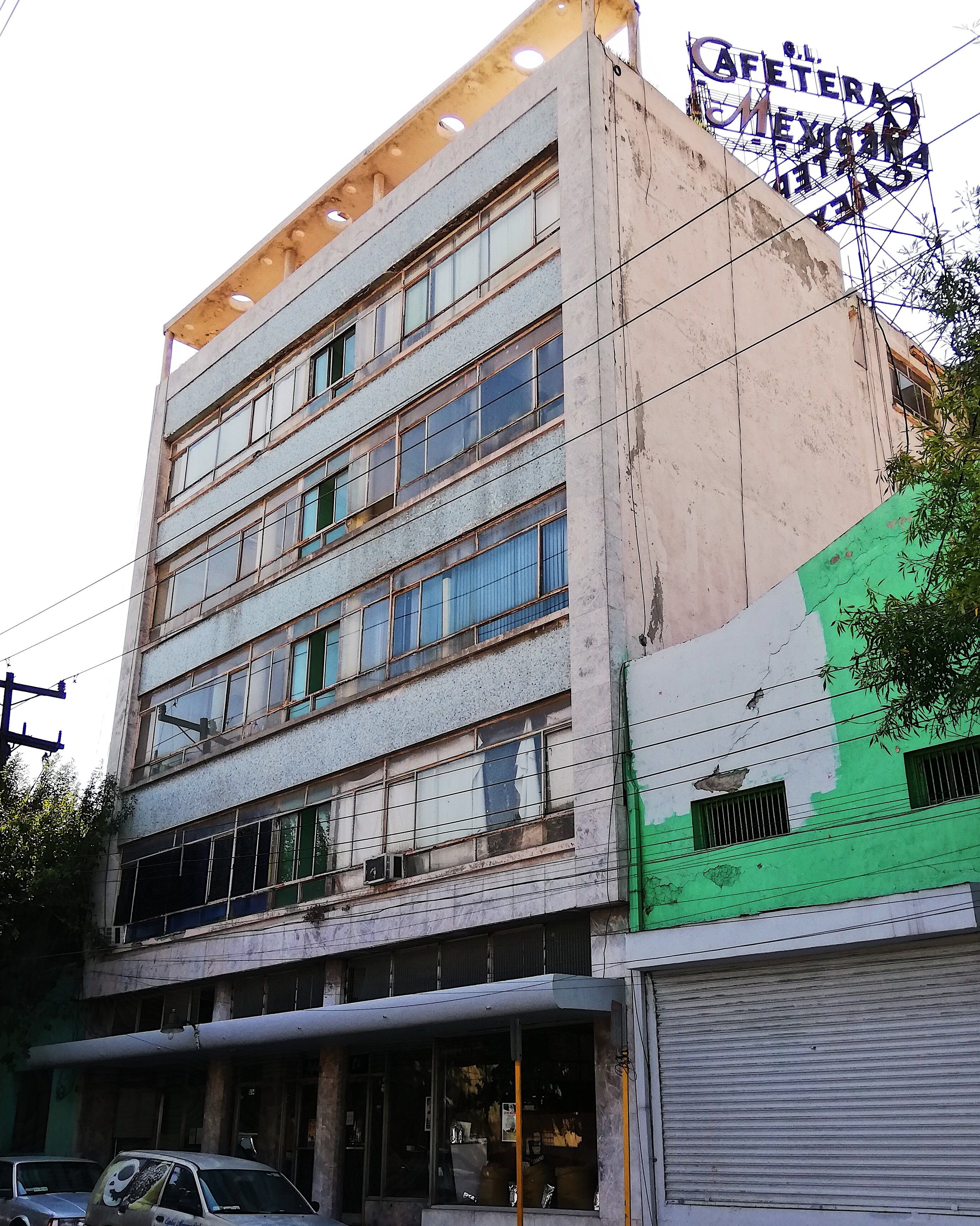
Fachada del edificio Garza Lozano

El edificio Garza Lozano es un inmueble de la última época del movimiento moderno, ubicado en el área metropolitana de Monterrey, se destinó a un uso mixto. Se ubica en la calle General Manuel Doblado 1020 norte, entre Av Calzada Francisco I. Madero y calle Reforma.

## Historia

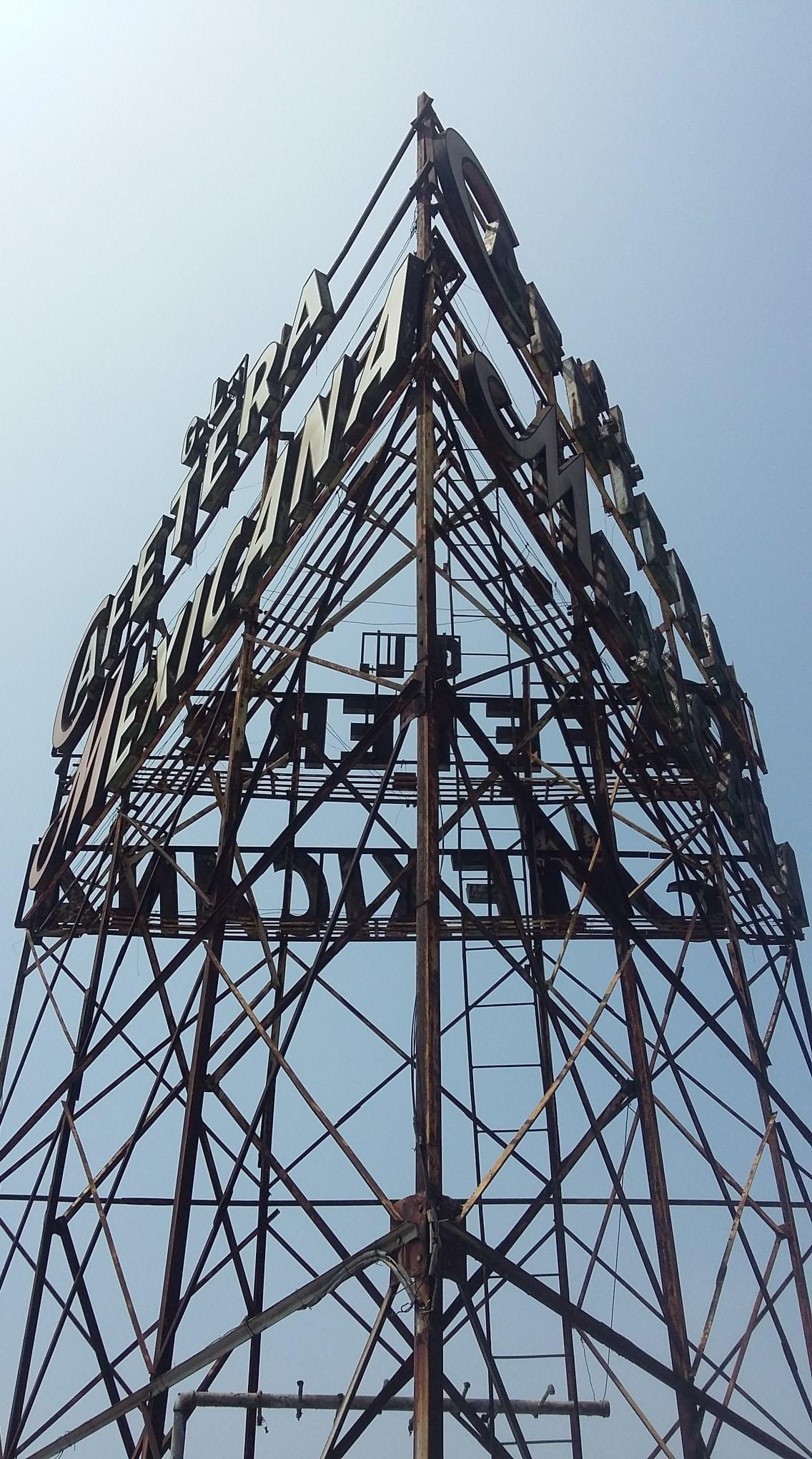

Fue construido de 1955 a 1957 y se inauguró el 2 de agosto de 1957, su lenguaje arquitectónico pertenece al movimiento moderno y fue diseñado por el arquitecto Primitivo Villarreal Treviño, quien fuera el primer egresado de la Facultad de Arquitectura de la Universidad de Nuevo León. Su fundador Nicolás Garza Lozano construyó este proyecto para contener los negocios de Cafetera Mexicana Industrializadora de Café, S.A. (fundada en 19309 y la fábrica Ladrillera de Milpa, S. de R.L. (fundada en 1937).

## Distribución de los usos
El edificio cuenta con 6 niveles, un sótano y además una terraza privada en el último nivel. En el primer nivel se destino para el negocio Cafetera Mexicana y los cuatro niveles siguientes a oficinas para alquiler, el sótano tiene función solamente para el mantenimiento del elevador y en el último nivel se encuentra terraza tipo roof garden y algunos espacios interiores.